# Cybersix
Cybersix - serial animowany z gatunku science fiction, wyprodukowany w Japonii, Stanach Zjednoczonych i Kanadzie. Nakręcony na podstawie komiksu Carlosa Trillo i Carlosa Meglia o tym samym tytule. Premiera światowa odbyła się 1 października 1999. Seria liczy 13 odcinków, po około 25 minut.
Główną bohaterką serialu jest Cybersix, która została stworzona przez doktora von Richtera. Jedynie ona i jej brat Cyber29/Data7 przetrwali z innych serii "cyber", czyli ludzi idealnych. Pozostałych zniszczył Richter, gdy mu się sprzeciwili.

## Główne postacie serialu
- Cybersix – główna bohaterka, cybernetyczny stwór doktora von Richtera. W dzień ukrywa się pod postacią nauczyciela literatury Adriana Seidelmana, nocą zaś walczy z mutantami o substancję potrzebną jej do życia, zwaną sustenance (głos Cybersix i Adrian: Cathy Weseluck).
- Cyber29/Data7 – brat głównej bohaterki, wysłany przez von Richtera w ciele czarnej pantery, by zabić Cybersix.
- Lucas Amato – nauczyciel biologii i przyjaciel Adriana. Gdy poznaje Cybersix nie uświadamia sobie, że jest to Seidelman (głos: Michael Dobson).
- Lori – uczennica zakochana w Adrianie. Przypadek sprawia, że wplątuje się w główny wątek fabuły (głos: Janyse Jaud).
- Julian – występuje w prawie każdym odcinku. Ma 12 lat i żyje z kradzieży (głos: Andrew Francis).
- Doktor von Richter – czarny charakter, genetyk tworzący mutanty w celu zapanowania nad światem i zniszczeniu Cybersix (głos: Terry Klassen).
- Jose (Hose) – syn von Richtera, a w rzeczywistości jego klon (głos: Alex Doduk).
- Fixes Ideas – mutanty Richtera, potrafiące skupić się tylko na jednej rzeczy. Stworzone zostały do wykonywania brudnej roboty (również do zniszczenia Cybersix).